# Linnebecke
Die Linnebecke ist ein Fließgewässer im Bereich der Stadtteile Weitmar, Linden und Dahlhausen von Bochum. Der Bach entspringt südwestlich von Haus Weitmar und speiste früher seine Gräfte, fließt nach Südwesten ab und mündet bei Dahlhausen in die Ruhr. Ein Teilstück des Hasenwinkeler Kohlenwegs, die Dahlhauser Pferdebahn, verlief in seinem Tal. Der Bach fließt entlang der Straßen Am Röderschacht, An der Steinhalde und Am Sattelgut. Er ist zu großen Teilen verrohrt.